# Partido de la Revolución Democrática
El Partido de la Revolución Democrática (PRD) fue un partido político mexicano, fundado el 5 de mayo de 1989, con una ideología política socialdemócrata. En las elecciones presidenciales de 2006 y 2012 encabezó coaliciones electorales (Coalición Por el Bien de Todos y la Coalición Movimiento Progresista) que los colocaron como la segunda fuerza electoral. Los militantes de este partido se conocían popularmente como perredistas. Su lema es "¡Democracia ya, Patria para todos!". El partido es miembro de la Internacional Socialista. Después de 2024 solo mantiene su registro como partido local en algunos estados del país.
La plataforma partidaria de 2024 aboga por alejarse del neoliberalismo, impulsando una economía de bienestar, inspirado en la concepción socialdemócrata. En seguridad, busca convertir la Guardia Nacional, en una guardia civil, fortaleciendo las policías municipales y estatales. En materia política, abogan por la democracia social y el federalismo, así como la instauración de un régimen parlamentario.  En materia social, busca la igualdad de género, promover el respeto a los derechos de la diversidad sexual e identidad de género y la protección de la comunidad indígena y migrante. Promueve además, una reforma fiscal progresiva, para elevar el porcentaje de recaudación fiscal.
En las elecciones federales de 2024 fue la fuerza política más pequeña, recibió tan solo 1.85% de los votos emitidos para la elección presidencial, 2.27% para la elección de senadores y 2.43% para la elección de diputados.
Como consecuencia de sus bajos resultados, el Instituto Electoral inició el proceso para la pérdida de registro nacional, ante esto el liderazgo del partido anunció que continuarían trabajando con o sin registro. No obstante el anuncio a nivel nacional, el partido conserva su registro local en trece estados: Aguascalientes, Baja California Sur, Ciudad de México, Estado de México, Guerrero, Michoacán, Morelos, Oaxaca, San Luis Potosí, Sonora, Tabasco, Tlaxcala y Zacatecas;estados donde ha logrado mantener el mínimo legal de votos, tres por ciento.
El 19 de septiembre de 2024 el INE declaró oficialmente la pérdida del registro nacional.

## Introducción
El PRD nace como una coalición de diversos partidos políticos de izquierda si bien sus fundadores pertenecían a la Corriente Democrática del PRI, al fusionarse con los movimientos y organizaciones de la histórica izquierda mexicana, se crea el PRD, antes de ser bautizado como PRD, su origen es el Partido Mexicano Socialista (PMS) que nace de la fusión de 6 fuerzas políticas de Izquierda a nivel Nacional: Partido Mexicano de los Trabajadores (PMT), Partido Socialista Unificado de México (PSUM), Partido Patriótico Revolucionario (PPR), Movimiento Revolucionario del Pueblo (MRP), Unión de la Izquierda Comunista (UIC); más adelante se unen a la fusión una parte de la militancia del Partido Socialista de los Trabajadores (PST). Su principal líder fue el Ingeniero Heberto Castillo Martínez.
El naciente Partido Mexicano Socialista cede su registro en alianza con exmiembros del PRI, denominados Corriente Democrática así como organizaciones civiles que se opusieron al partido gobernante y pugnaron por elecciones democráticas, y nace el Partido de la Revolución Democrática.
El PRD Defiende la participación del estado en los sectores que considera estratégicos, principalmente recursos energéticos y comunicaciones. Asimismo, le da al estado un papel preponderante en lo que se refiere a política social: se pronuncia por una educación laica y gratuita en todos los niveles y que cumpla con la demanda nacional, por la ayuda económica a los sectores más desfavorecidos (ancianos, estudiantes y discapacitados pobres), y por el otorgamiento de subsidios a productos de primera necesidad. Se ha pronunciado también por un desarrollo del sector agrícola que satisfaga las demandas de los campesinos.

## Historia

### Fundación
El PRD se fundó en la Ciudad de México, el 5 de mayo de 1989 por Cuauhtémoc Cárdenas, Porfirio Muñoz Ledo, Ifigenia Martínez, Andrés Manuel López Obrador, entre otros y miembros históricos de la Izquierda como Heberto Castillo, Gilberto Rincón Gallardo, Amalia García entre muchos otros políticos de la izquierda mexicana.
En el PRD confluyen dos corrientes de la izquierda histórica mexicana. Por un lado, una corriente que proviene de la tradicional "familia revolucionaria", representada por el ala izquierda del PRI. La otra corriente que confluyó en el PRD es la izquierda comunista y socialista mexicana, cuyos orígenes están en el Partido Comunista Mexicano, el Partido Mexicano de los Trabajadores y organizaciones guerrilleras amnistiadas en 1977.

### Antecedentes histórico-políticos
Mientras formó el gobierno, el PRI se proclamó representante auténtico y único de la herencia de la Revolución mexicana.
La ideología del PRI fue de corte nacionalista, se mantuvo con altibajos hasta el sexenio del presidente Luis Echeverría Álvarez (1970-1976). A finales de dicho sexenio estalló la primera de una serie de crisis económicas que asolarían al pueblo de México. México cayó en el sexenio siguiente encabezado por José López Portillo (1976-1982) en una segunda crisis que arruinó a la nación, obligando por primera vez en su historia a la moratoria de pagos por parte de la nación. A consecuencia de esto, en el sexenio subsecuente, el presidente Miguel de la Madrid (1982-1988) instituyó una serie de políticas y reformas económicas que cambiarían el rumbo y rostro de las políticas de gobierno del PRI.
Dentro del PRI, varios miembros se sintieron agraviados al ver una contradicción entre el discurso y las políticas reales del gobierno. Encabezados por Cuauhtémoc Cárdenas, Porfirio Muñoz Ledo e Ifigenia Martínez, este grupo de priistas disidentes formaron la Corriente Democrática del PRI. Desde esa instancia, criticaron insistentemente al gobierno, instándolo a que "regresara" al cauce tradicional nacionalista del partido, retomando las políticas sociales de; mejorar los salarios de la clase trabajadora, y solucionar los problemas de las clases sociales bajas. Ante la inminencia de las elecciones presidenciales de 1988, Cárdenas y los demás líderes de la Corriente Democrática, al ser marginados por la lucha por la candidatura presidencial, rompieron con el partido a finales de 1987, después de que Carlos Salinas de Gortari fue escogido por el presidente en turno como candidato oficial. Para los inicios de 1988, los ex priistas formaron una alianza con otros partidos y movimientos de izquierda, agrupados en el Frente Democrático Nacional. Con Cárdenas encabezando la candidatura, se lanzaron a la lucha por la presidencia.
Por otra parte, la izquierda histórica mexicana, a cuya cabeza estaba el Partido Comunista Mexicano, había sido duramente reprimida durante muchos años. El mismo PCM había sido proscrito, especialmente durante los años más gélidos de la Guerra Fría.
Durante la administración del presidente José López Portillo, sin embargo, se inició una apertura hacia la oposición política, suavizando relativamente los términos de su participación política y electoral. El sistema político mexicano sentía la necesidad de legitimar un régimen que durante décadas había regido con mano dura ante cualquier forma de disidencia y oposición. No obstante la apertura aparente, todo el peso del estado estaba cargado hacia el PRI, por lo que, era poco lo que los partidos de oposición podían hacer ante esta maquinaria electoral.
El sectarismo y dogmatismo de gran parte de la izquierda mexicana había evitado siempre la formación de un frente unido para dar la batalla electoral por el poder. En un afán de lograrlo, el Partido Comunista Mexicano y otros partidos,  se habían fusionado para dar lugar al Partido Socialista Unificado de México (PSUM), cuyo logotipo aún incluía la hoz y el martillo comunistas.
Para principios de 1988, el PSUM se fusiona con el Partido Mexicano de los Trabajadores (PMT), encabezado por el ingeniero Heberto Castillo, deviniendo en el Partido Mexicano Socialista, y Castillo era postulado candidato a la presidencia de México.
La presencia de dos candidatos de izquierda fuertes derivó en una serie de ataques políticos entre ellos. Pero mientras que la candidatura de Castillo apenas mantenía el apoyo del voto "duro" de la izquierda tradicional, la candidatura cardenista iba en pleno ascenso. Conscientes de que la coyuntura política era propicia para un triunfo de la izquierda, Castillo decidió declinar su candidatura en favor de la de Cárdenas, el 6 de junio de 1988, apenas un mes antes de las elecciones, programadas para el 6 de julio.

### Las elecciones de 1988 y la «Caída del Sistema»

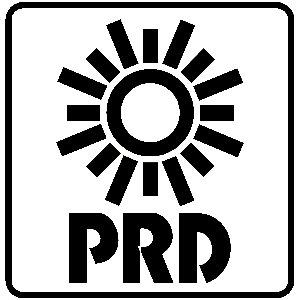
Primer logotipo del partido tras su fundación. Los colores a utilizar serían verde y rojo, sin embargo, el PRI impugnó ante la Comisión Federal Electoral. Sería utilizado de 1989 a 1993, aproximadamente, antes de elegir el característico amarillo.

En 1988 Carlos Salinas ascendió a la presidencia en una de las elecciones más polémicas de la historia reciente de México. La elección se llevó a cabo el 6 de julio de 1988. La agregación del conteo distrital de votos se realizaría mediante un sistema de cómputo, operado por la Comisión Federal Electoral, encabezada por el secretario de Gobernación, Manuel Bartlett Díaz. Sin embargo, durante la velada del día electoral, el sistema repentinamente se "cayó". Hasta entonces, el conteo de votos favorecía a la candidatura de Cuauhtémoc Cárdenas.
Al conocer de las interrupciones, el representante del PAN en ese órgano Diego Fernández de Cevallos declararía lo siguiente:

Se nos informa que en el Comité Técnico de Vigilancia del Registro Nacional de Electores, que se calló la computadora, afortunadamente no del verbo caerse, sino del verbo callar.

A las ocho de la noche del mismo día, se presentaron en la sede de la Secretaría de Gobernación los candidatos Manuel Clouthier, Cuauhtémoc Cárdenas y Rosario Ibarra de Piedra denunciando la ilegalidad del proceso. En los días posteriores a la elección se realizaron diversas manifestaciones expresando el descontento por la manera en que se llevó a cabo la elección. El resultado oficial fue 50 por ciento para Carlos Salinas, 31 por ciento para Cuauhtémoc Cárdenas y 17 por ciento para Manuel J. Clouthier. Años después el expresidente De la Madrid admitió que habrían declarado ganador a Salinas antes de conocer las cifras oficiales.
El miércoles 13 de julio de 1988, el secretario de Gobernación declararía que el triunfador de las elecciones era el candidato del PRI. En México, hubo una fuerte dosis de escepticismo y la creencia generalizada es que Carlos Salinas de Gortari no ganó la elección de manera limpia.
Posteriormente a las elecciones, hubo muchas movilizaciones políticas, encabezadas principalmente por el mismo candidato del Frente Democrático Nacional, así como por los candidatos del Partido Acción Nacional Manuel Clouthier y del Partido Revolucionario de los Trabajadores, Rosario Ibarra de Piedra. No obstante, el Colegio Electoral, declaró electo a Carlos Salinas de Gortari, con poco más del 50% de la votación oficialmente reconocida.
Las boletas de votación, que el Frente Democrático Nacional exigía se hicieran públicas para aclarar las anomalías y en definitiva desenmascarar el fraude electoral, fueron destruidas por el PRI y el PAN, siendo Diego Fernández de Cevallos actor principal en la negociación. Declaraciones en décadas posteriores de políticos del PRI corroborarían detalles sobre como se gestó el fraude electoral de 1988.
En la actividad postelectoral, se decidió la formación de un nuevo partido, cuya base sería el FDN, incluyendo al PMS. No obstante, para el 18 de marzo de 1989 se notaba ya la fractura en el frente producto, por un lado, de las riñas tradicionales de la izquierda mexicana, así como por la presión oficial hacia los partidos que tradicionalmente habían jugado al lado del partido oficial en la simulación democrática de tiempos anteriores. De tal manera, para el 5 de mayo de 1989, el PRD fue conformado principalmente por la disidencia ex-priista y lo remanente del PMS. El registro oficial del partido ante la Comisión Federal Electoral se hizo mediante el cambio del nombre del PMS, por lo que este último partido pasó a ser el antecedente partidista del PRD. Actualmente el antecesor de Salinas aceptó que el candidato del PRD ganó los comicios.

### Primeras experiencias electorales
La enemistad entre el PRD y el gobierno del PRI se hizo patente durante todo el sexenio Salinista, de manera violenta. Por un lado, los miembros del PRD constantemente aludían a la supuesta ilegitimidad del gobierno encabezado por el presidente Salinas. El PRI fue acusado por diversos sectores de estar relacionado con la desaparición o posible muerte de más de 500 personas sin que este fehacientemente comprobado.
A partir de las sistemática represión y el brutal asedio por parte del PRI-gobierno, las elecciones federales de 1991 resultaron ser una prueba dura para el PRD. Las elecciones intermedias pusieron a prueba tanto su capacidad de convocatoria, bajo el manto de la figura de Cárdenas, como la capacidad política para la negociación hacia el mismo interior del partido. El gobierno en turno se abocó a la creación de una base clientelista bajo la manta del combate a la pobreza. Para muchos militantes del PRD, el programa oficial denominado "Solidaridad" no era más que un apoyo encubierto hacia el PRI. Los resultados de estas elecciones, mucho menos cuestionadas que las de 1988, pero aun así puestas en entredicho por el PRD, favorecieron claramente al PRI. El PRD obtuvo poco menos del 20% de la votación.
Para 1992, se pondría a prueba otra vez la viabilidad del PRD para obtener el poder. Las elecciones gubernaturas de Michoacán, estado natal de la familia Cárdenas (aunque Cuauhtémoc había nacido en el Distrito Federal), y de Baja California estaban en juego. En ambos estados la votación para la candidatura Cardenista había sido importante en las elecciones presidenciales de 1988.
En Michoacán, el candidato Cristóbal Arias Solís mostraba mucha fuerza. De extracción priísta, Arias Solís era un hábil político y joven. Senador del PRD por Michoacán (rompiendo con el club priísta en esa cámara), le había ganado la candidatura a su compañero senador, el más experimentado Robles Garnica. Por otro lado, el nombramiento del candidato del PRI, Eduardo Villaseñor parecía ser una confirmación de que el gobierno en el poder concedía el campo a la facción perredista. La historia demostraría lo contrario.
En un momento histórico, el presidente del PRI, Luis Donaldo Colosio anunció la pérdida de las elecciones para gobernador de Baja California, concediendo la victoria al candidato del PAN, Ernesto Ruffo Appel. Al mismo tiempo, niega que las elecciones en Michoacán le han sido adversos. Para muchos perredistas, este anuncio público selló una alianza secreta entre ambos partidos, PAN y PRI, marginando al PRD y negándole el acceso al gobierno de Michoacán. Las protestas postelectorales del PRD no se hacen esperar, pero sin fructificar gracias a la alianza en lo absoluto. Eduardo Villaseñor asume la gubernatura del estado en un ambiente político enrarecido.

### Primeros triunfos

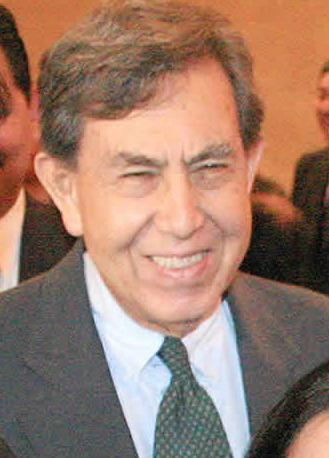
Cuauhtémoc Cárdenas.

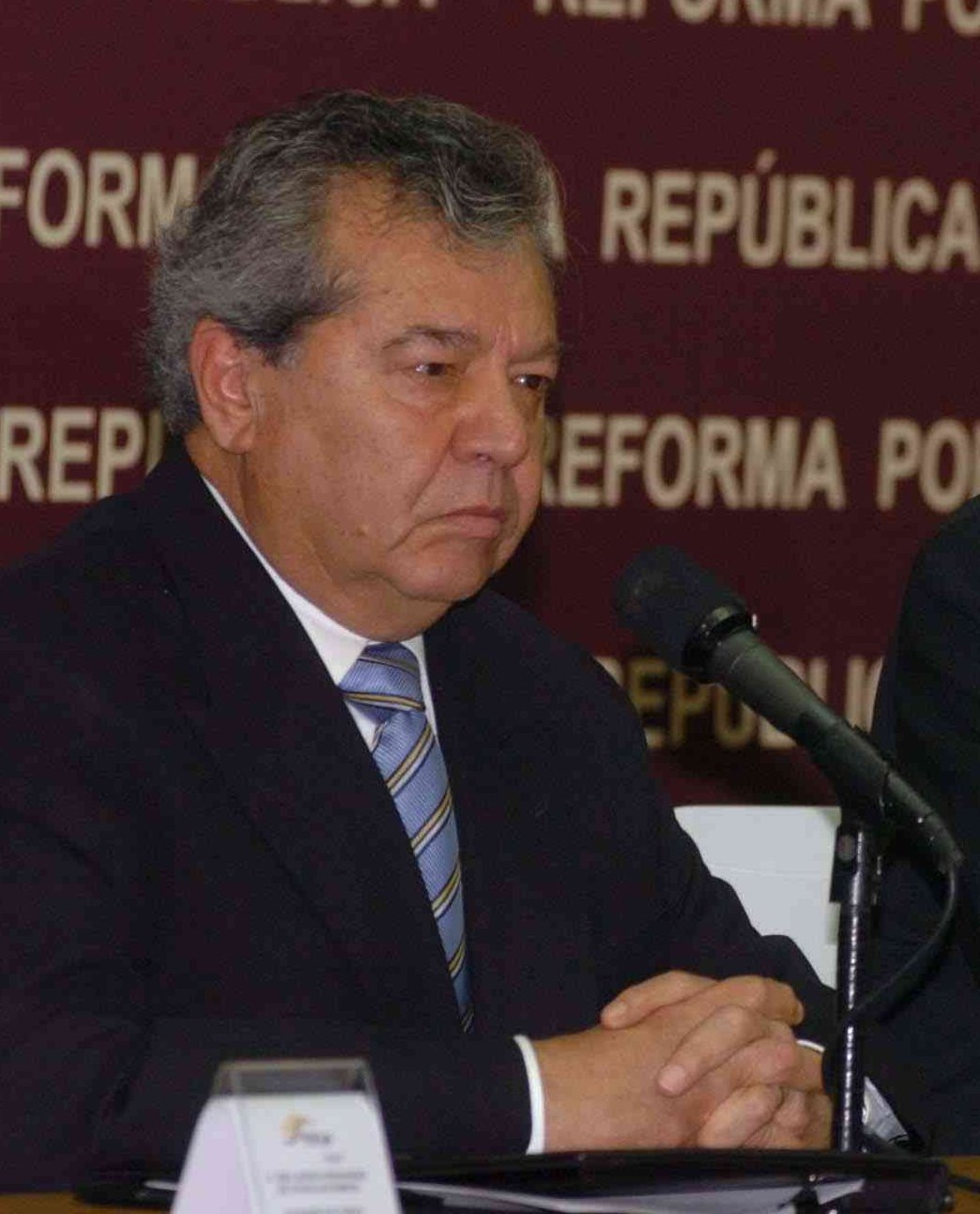
Porfirio Muñoz Ledo.

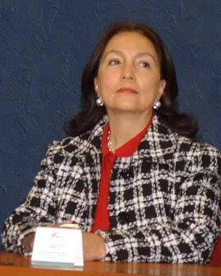
Amalia García.

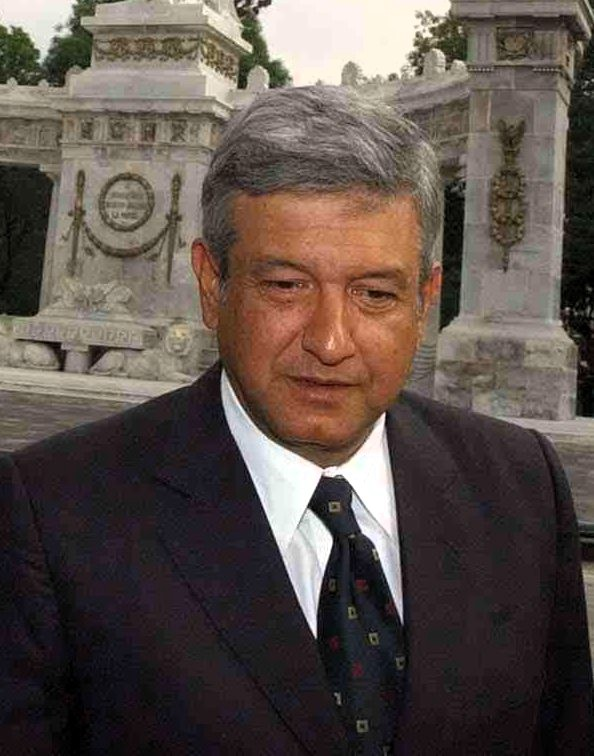
Andrés Manuel López Obrador.

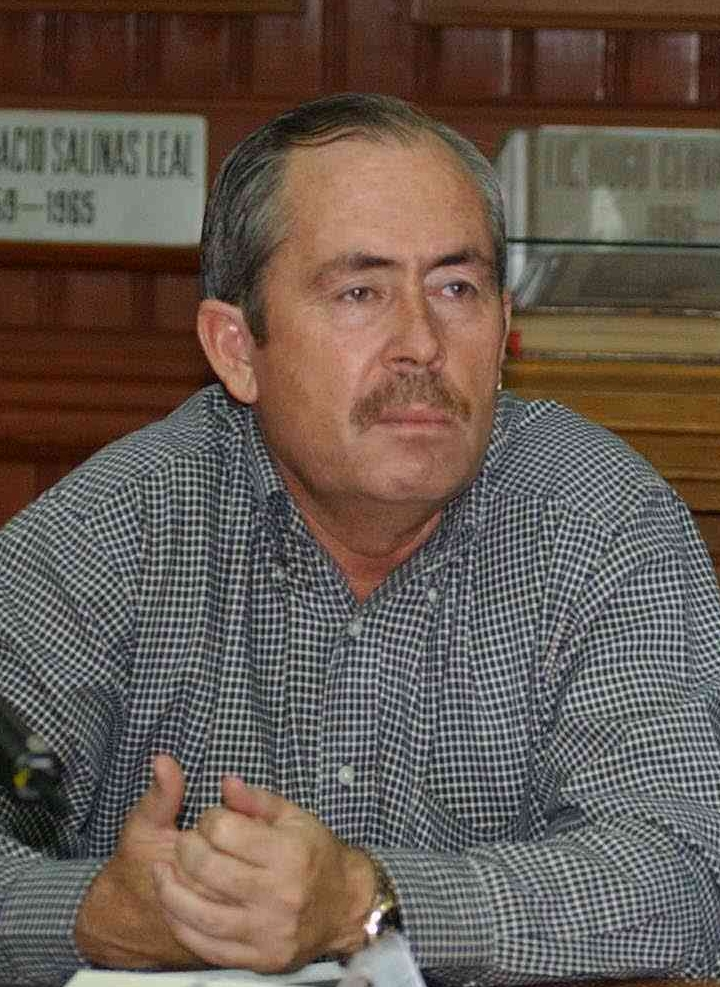
Leonel Cota.

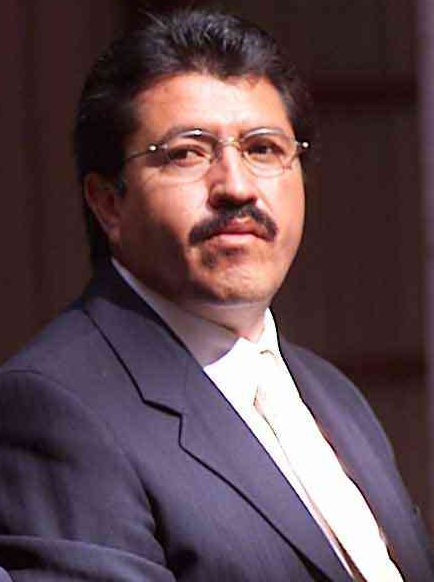
Ricardo Monreal.

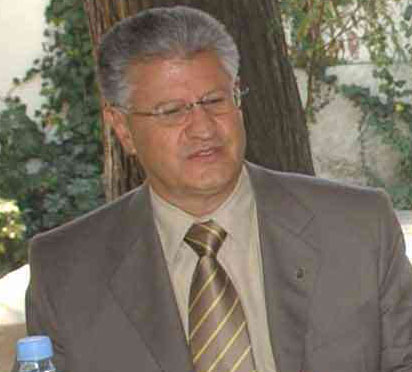
Alfonso Sánchez Anaya.

El primer triunfo del PRD en una elección para el gobierno de una entidad federativa fue en 1997, en el Distrito Federal. Cuauhtémoc Cárdenas había sido designado el candidato del partido a ocupar el cargo de Jefe de Gobierno del Distrito Federal. En Ciudad de México se contaba con el mayor respaldo al partido en todo el país, como había sido demostrado en la elección federal de 1988. El PRD superó el 40 por ciento de los votos, muy arriba de sus oponentes del PRI, Alfredo del Mazo González, y del PAN, Carlos Castillo Peraza, y Cárdenas fue el primer jefe de Gobierno de la ciudad electo democráticamente. Ese mismo año tuvieron lugar las elecciones para el Congreso de la Unión, donde el PRD se colocó como la segunda fuerza política, solo por detrás del PRI, quien por cierto perdió entonces el control absoluto del Congreso.
En el siguiente año (1998), el PRD contendió en las elecciones locales de Zacatecas, en alianza con el Partido del Trabajo, postulando al expriista Ricardo Monreal. Zacatecas era un estado donde el PRD no tenía presencia política, pero la fortaleza de la candidatura de Monreal y el apoyo del PT (en ese entonces con más fuerza en Zacatecas que el PRD) fueron determinantes en el triunfo. Ese mismo año se logró ganar el gobierno de Tlaxcala y a principios de 1999 el de Baja California Sur; ambos considerados bastiones priistas; donde se postularon candidaturas fuertes de nuevos adherentes del partido.

### El fracaso de 2000
El incremento de fuerza que tuvo el partido a finales de la década de 1990 se vio empañado en 2000, cuando cayó abruptamente en las preferencias electorales. En 1999, Cuauhtémoc Cárdenas, la candidatura más fuerte del partido, deja el gobierno del Distrito Federal para contender por la presidencia de la República. Porfirio Muñoz Ledo, una de las figuras más prominentes del PRD, abandonó el partido cuando Cárdenas buscó la postulación, pues Muñoz Ledo también ambicionaba el poder, deplorando el papel predominante de este en el partido. Muñoz Ledo buscó la candidatura por otro partido, y posteriormente al ver perdida su aspiración apoyó al candidato de la Alianza por el Cambio.
La candidatura de Vicente Fox, tan exitosa mediáticamente, logró el apoyo de las masas, que vieron en él al candidato más fuerte para derrotar al PRI, en detrimento de Cárdenas. Fox ganó la elección y Cárdenas logró apenas el 16 por ciento de los votos, quedando el PRD muy relegado con respecto al PRI y al PAN. En el Congreso, el PRD vio caer sus escaños a casi una tercera parte de lo que tenía en 1997. Ese mismo día, el 6 de julio de 2000, el PRD obtuvo un único triunfo, el de Andrés Manuel López Obrador en el Distrito Federal, que se vio opacado por el triunfo de la Alianza por el Cambio y la pérdida de la presidencia por parte del PRI.
Andrés Manuel López Obrador había sido presidente del partido durante los triunfos del PRD. Tradicionalmente se lo había asociado con la lucha social y el combate frontal al PRI en Tabasco, su tierra natal y falsamente con la quema de pozos petroleros de Pemex. Como candidato oficialista era favorito para ganar la elección del Distrito Federal, y aunque la ventaja se redujo significativamente, después de que el propio Fox, candidato a la presidencia, apoyara al candidato del PAN, Santiago Creel el PRD terminó ganando contundentemente las votaciones.
En 2001, el PRD sumó un nuevo triunfo. Lázaro Cárdenas Batel, hijo de Cuauhtémoc Cárdenas, se convertía en el nuevo gobernador de Michoacán, el estado natal de los Cárdenas.
En 2004, el partido logró conservar el gobierno de Zacatecas, al presentar a Amalia García como candidata. El gobierno de Ricardo Monreal había fortalecido al PRD en ese estado. Sin embargo, no se conservó el gobierno de Tlaxcala, al presentarse la esposa del gobernador como candidata.
En 2005, se mantuvo el PRD en el gobierno de Baja California Sur, al ganar la elección estatal. Un nuevo triunfo representó Guerrero, estado sureño de gran pobreza.
En 2006, en lo que respecta a los gobiernos municipales el triunfo del sol azteca en Ecatepec, representó una victoria en el municipio más grande de Latinoamérica, encabezado por José Luis Gutiérrez Cureño.

### La candidatura de Andrés Manuel López Obrador
En la carrera hacia 2006, Andrés Manuel López Obrador se enfrentó al presidente Vicente Fox Quesada, cuyo gobierno solicitó al Congreso la remoción de la inmunidad del gobernante de la ciudad para que este respondiera ante un juzgado por haber violado la suspensión de construir una calle en un terreno expropiado por el gobierno de la ciudad. Al ser sujeto a proceso, López Obrador no podría participar en la elección presidencial de 2006. Finalmente, ante la presión social, que logró reunir más de 1,000,000 de personas en las calles de Ciudad de México (significando la movilización más numerosa en la historia del país), el gobierno de Vicente Fox dio marcha atrás en el proceso y López Obrador pudo registrarse como candidato ante el Instituto Federal Electoral en enero de 2006.
La candidatura presidencial de Andrés Manuel López Obrador no se contó con el apoyo del líder histórico del partido, Cuauhtémoc Cárdenas, que en un principio consideró participar por cuarta ocasión. Sin embargo, el apoyo de la mayoría del partido en favor de López Obrador hizo que Cárdenas declinara. López Obrador lograría un amplio apoyo social sin precedentes para la izquierda, ubicándose durante la mayor parte de la campaña como puntero absoluto, sin embargo el día de la elección reflejará otra realidad y con una diferencia de 0.56%, se otorgará el triunfo a Felipe Calderón del PAN, todo ello bajo múltiples acusaciones de fraude por parte de amplios sectores sociales, organizaciones de izquierda y de los partidos que conformaron el Frente Amplio Progresista (PRD, PT Y Convergencia), quienes se negarón a reconocer el triunfo, aludiendo a la alianza entre el PRI, el PAN, los grandes empresarios y el alto clero católico para impedir la llegada de López Obrador y la izquierda a la presidencia de México, haciendo uso del término "Guerra Sucia" para modificar las tendencias favorables a la coalición de izquierda.[cita requerida]

### Elección interna de 2008-2011
El PRD decidió que eligiría a su nuevo dirigente el 16 de marzo de 2008. Del 21 al 22 de enero de 2008 fue el registro de aspirantes, Ricardo Monreal Ávila anunció que se retiraría y mientras competían los siguientes los registrados:
- Alejandro Encinas, ex Jefe de Gobierno del Distrito Federal, su compañera es Hortensia Aragón Castillo.
- Dina Navarro acompañada de Raúl Ibarra.
- Jesús Ortega, exsenador y exsecretario General del partido, con Horacio Duarte como su compañero de fórmula.
- Alfonso Ramírez Cuéllar, exdiputado Federal, su compañera es Rosa Albina Garavito Elías.
- Camilo Valenzuela, dirigente de la Corriente Red de Izquierda Revolucionaria.

El día de la elección, el proceso tuvo irregularidades, entre ellas quema de casillas, robo de urnas, equivocaciones en envío de paquetería. Al final del día Arturo Núñez Jiménez, árbitro de la elección anunció dos encuestas donde Alejandro Encinas llevaba la delantera, las cuales Jesús Ortega descalificó, ambos se declararon ganadores.
El Tribunal Electoral del Poder Judicial de la Federación declaró que se computara el total de las casillas instaladas y Jesús Ortega lleva la delantera con un aproximado de 16,000 votos. Alejandro Encinas anunció que impugnaría la elección.
Cuauhtémoc Cárdenas llamó a anular la elección por los actos ilegales cometidos durante la contienda. Ante la falta de presidente se eligió a Guadalupe Acosta Naranjo como presidente interino mientras la Comisión Nacional de Garantías y Vigilancia valida la elección. El sábado 19 de julio de 2008, la Comisión Nacional de Garantías y Vigilancia anunció que la elección de presidente nacional y secretario general fueron anuladas por irregularidades en el proceso y ordenó al Consejo Nacional del PRD convocar en 30 días a nuevas elecciones.
El 12 de noviembre de 2008 el Tribunal Electoral del Poder Judicial de la Federación resolvió por unanimidad dar por ganador de la contienda a Jesús Ortega Martínez nuevo dirigente del Partido de la Revolución Democrática. Ortega tomaría protesta como líder nacional el 30 de noviembre de 2008 junto con Hortensia Aragón como secretaria general ante el hecho que Alejandro Encinas se negara a ocupar la Secretaría General.

### Elecciones federales de 2018
En las elecciones federales y locales que se realizaron en 2018 en el país, el PRD (el cual integró la coalición Por México al Frente) postuló como candidato a la presidencia de la república al panista Ricardo Anaya Cortés. En dichas elecciones obtuvieron los peores resultados electorales desde su fundación hasta el momento, por lo que ha experimentado el “peor debacle” que haya registrado. El partido obtuvo el 2.8% de la votación en la elección presidencial y en cinco estados no lograron alcanzar la cifra de los 10 000 votos.
También, producto de la concurrencia de comicios locales en 30 de los 32 estados del país, el PRD perdió el registro local como partido político en 6 estados: Aguascalientes, Colima, Jalisco, Nuevo León, Sinaloa y Querétaro.
En cuanto a la elección legislativa federal, obtuvo el 5% de la votación, por lo que se logró que conservaran registro como partido político nacional, pero con una reducción de su bancada en ambas cámaras del Congreso.
Además, el PRD perdió las gubernaturas de tres estados que gobernaba: Morelos, Tabasco y la Ciudad de México; en los últimos dos compitieron en alianza. En la Ciudad de México, además de la jefatura de gobierno, también perdió el congreso local de la ciudad, cayendo a ser la tercera fuerza política en este órgano.

## Partido político estatal en el país
La organización pudo mantenerse con el rango de partido político estatal en 13 entidades federativas en que logró superar el porcentaje mínimo de votos.
| Estado              | Logo | Logo | Partido                                                  | Fundación | Disolución | Razón |
| ------------------- | ---- | ---- | -------------------------------------------------------- | --------- | ---------- | ----- |
| Aguascalientes      |      |      | Partido de la Revolución Democrática Aguascalientes      | 2024      | Activo     |       |
| Baja California Sur |      |      | Partido de la Revolución Democrática Baja California Sur | 2024      | Activo     |       |
| Ciudad de México    |      |      | Partido de la Revolución Democrática Ciudad de México    | 2024      | Activo     |       |
| Estado de México    |      |      | Partido de la Revolución Democrática Estado de México    | 2024      | Activo     |       |
| Guerrero            |      |      | Partido de la Revolución Democrática Guerrero            | 2024      | Activo     |       |
| Michoacán           |      |      | Partido de la Revolución Democrática Michoacán           | 2024      | Activo     |       |
| Morelos             |      |      | Partido de la Revolución Democrática Morelos             | 2024      | Activo     |       |
| Oaxaca              |      |      | Partido de la Revolución Democrática Oaxaca              | 2024      | Activo     |       |
| San Luis Potosí     |      |      | Partido de la Revolución Democrática San Luis Potosí     | 2024      | Activo     |       |
| Sonora              |      |      | Partido de la Revolución Democrática Sonora              | 2024      | Activo     |       |
| Tabasco             |      |      | Partido de la Revolución Democrática Tabasco             | 2024      | Activo     |       |
| Tlaxcala            |      |      | Partido de la Revolución Democrática Tlaxcala            | 2025      | Activo     |       |
| Zacatecas           |      |      | Partido de la Revolución Democrática Zacatecas           | 2024      | Activo     |       |

## Las corrientes en el Partido de la Revolución Democrática (PRD)
Desde los inicios del PRD existieron corrientes en el partido con ideología distinta. Pero con el paso del tiempo, y en especial en las zonas donde el partido tuvo fuerza, las diferentes facciones se enfrentaron enconadamente por los cargos de elección popular. A estas corrientes se les conoció popularmente como tribus. Las principales confrontaciones se atribuyeron a la presencia en el partido de actores políticos, que practicaban el tejer redes corporativistas -incluso con algunos sindicatos- como medios de apoyo para alcanzar un cargo público y generar grupos de poder desde la burocracia. Los enfrentamientos entre distintas corrientes en múltiples ocasiones hicieron recurrir al fraude en las elecciones internas, por lo que era común la denuncia por prácticas de corrupción. Las constantes disputas entre las facciones internas irían debilitando al partido, sobre todo después de la resolución “externa” por el Tribunal Electoral que concedería el control de su burocracia a la corriente Nueva Izquierda, conocida como “Los Chuchos”, en 2008.

### Lista de Corrientes de Expresión del PRD
(Enunciadas en orden alfabético)
- Alternativa Democrática Nacional (ADN).- Corriente interna del PRD, de políticos del Estado de México, y es liderada por el exsenador Héctor Miguel Bautista López. Algunos de sus miembros más destacados son el senador por Tabasco Juan Manuel Fócil Pérez, el exsenador por el Estado de México Luis Sánchez Jiménez  Segunda en importancia en el partido, según su número de consejeros que ostenta.[58]
- Democracia Social.- Expresión Política Nacional que impulsa recuperar causas, principios y valores fundacionales del PRD. Por el Rescate del Proyecto original, liderada por el exsenador Carlos Sotelo García. A esta corriente pertenece la senadora Iris Vianey Mendoza. Esta corriente pertenece al Frente Patria Digna (frente de diversas corrientes del PRD con ideas y principios en común).
- Foro Nuevo Sol.- Corriente socialdemócrata, liderada por la exgobernadora de Zacatecas Amalia García. Algún tiempo fue la corriente mayoritaria, conocidos coloquialmente como Los Amalios.[58] Algunos de sus miembros destacados son el gobernador de Michoacán Silvano Aureoles Conejo y el senador por el Estado de Michoacán Antonio García Conejo.
- Frente Patria Digna. No es una corriente, sino una unión de distintas expresiones dentro del PRD que tienen un fin e ideas en común, entre las que se encuentran RUNI (Red por la Unidad Nacional de las Izquierda) Izquierda Social y Democracia Social, sus líderes son Gilberto Ensástiga, Lucio Borreguín y Carlos Sotelo.
- Fuerza Democrática. Expresión política creada en el Distrito Federal, con ideología progresista y de izquierda moderna, procura incluir a la juventud en la toma de decisiones y evitar el corporativismo dentro del Partido. Fundada por Víctor Hugo Lobo Román, Mauricio Toledo, Nora Arias.
- Izquierda Social (IS).- Escisión de IDN, corriente encabezada por Lucio Borreguin y conformada básicamente por miembros del Distrito Federal, Esta corriente pertenece al Frente Patria Digna (frente de diversas corrientes del PRD con ideas y principios en común).
- Movimiento Cívico.- Esta expresión política nacional del PRD, fue la primera que se incorporó como tal desde la fundación del partido. Una de las organizaciones más añejas del PRD y de la izquierda en México. Mantiene posturas de izquierda revolucionaria, socialista y anticapitalista. A sus miembros se les conocen como Los Cívicos, por la vertiente que provienen de la Asociación Cívica Nacional Revolucionaria (ACNR). Sus principales dirigentes son: Mario Saucedo Pérez y Jesús Humberto Zazueta Aguilar.
- Movimiento por la Democracia.- Esta corriente está formada por cuadros de la izquierda histórica: exmilitantes del Partido Socialista Unificado de México y de la corriente "Punto Crítico", exdirigentes del 68, algunos cuadros intelectuales y destacados líderes sociales. Creada por Pablo Gómez Álvarez en 2007.

- Vanguardia Progresista.- Expresión partidista integrada por integrantes del Gabinete del exjefe de Gobierno de Ciudad de México, Miguel Ángel Mancera. La dirigencia es colegiada y en ella destacan Héctor Serrano Cortés (Secretario de Movilidad), Dione Anguiano, Eduardo Venadero Medinilla, entre otros integrantes del Gobierno del DF. En el último consejo estatal y nacional del PRD, se sumaron desprendimientos de IDN, como Carlos Hernández Mirón, Leticia Quezada Contreras, Alejandro Fernández Ramírez, José Luis Muñoz Soria, y se articulan coyunturalmente con Roberto López Suárez, con los liderazgos locales de NI como son Lobo y Julio César Moreno.

- Nueva Izquierda.- Corriente que es liderada por Jesús Ortega Martínez, Jesús Zambrano Grijalva y a ella perteneció el exsenador Luis Miguel Barbosa Huerta, exlíder del partido en el Senado. Conocidos coloquialmente como Los Chuchos. Ocupa la mayoría de los puestos de elección interna y de la estructura burocrática del partido, por lo que se le considera la corriente que dirige el partido.[58]
- Red de Izquierda Revolucionaria.- Corriente liderada por José Antonio Rueda y Pablo Franco tiene como miembros a exmilitantes del Partido Comunista Mexicano e incluso de antiguos partidos clandestinos de izquierda. Esta corriente edita la revista La Izquierda a Debate.
- Red por la Unidad Nacional de las Izquierdas (RUNI).- Corriente fundada en diciembre de 2009 por Alejandra Barrales. Liderada por el exdiputado y exjefe Delegacional en Tláhuac, Gilberto Ensastiga Santiago. Esta corriente pertenece al Frente Patria Digna (frente de diversas corrientes del PRD con ideas y principios en común).
- Unidad y Renovación (UNyR).- Corriente liderada por Armando Quintero Martínez, formada por ex-sindicalistas universitarios, taxistas y solicitantes de vivienda.
- Unión de Colonias Populares (UCP).- Grupo perteneciente a RUNI, liderada por Erasto Ensástiga Santiago, fuerte presencia en las delegaciones del oriente de la capital mexicana: Tláhuac, Iztapalapa, Xochimilco, Milpa Alta, Iztacalco.

## La Ciudad de México y el PRD
La Ciudad de México se convirtió en la principal plaza del PRD en todo el país hasta el año 2018. Es la entidad con mayor peso político de todo México, por ser la capital del país, donde residen los poderes de la Federación y por ser la ciudad más grande.
El PRD se mantuvo en la ciudad con especial fuerza, pues controló el Congreso Local con mayoría absoluta, así como 14 de las 16 delegaciones a partir de 2012. Sin embargo, luego de las elecciones de 2015, el partido tiene una estrepitosa caída pues de las 14 delegaciones ganadas en 2012 solo lograron refrendar el triunfo en 6 de ellas, a saber, Álvaro Obregón, Coyoacán, Gustavo A. Madero, Iztacalco, Iztapalapa y Venustiano Carranza.
El PRD gobernó al D.F. desde 1997, año en que comenzó el gobierno de Cuauhtémoc Cárdenas, hasta el 2018, cuando perdieron el gobierno ante Claudia Sheinbaum. Posteriormente, el gobierno interino de Rosario Robles y la elección de Andrés Manuel López Obrador lograron que el partido fuese ratificado por la población.
López Obrador logró apuntalar al partido en la Ciudad de México, por la creación de grandes obras como distribuidores viales que mejoraron significativamente la rapidez de tránsito vehicular, apoyo económico a ancianos y madres solteras que posteriormente el gobierno panista puso en marcha con su programa "70 y Más", la creación de una nueva universidad la Universidad Autónoma de la Ciudad de México y varios planteles de educación media superior, la remodelación del centro histórico de la ciudad, la primera línea de Metrobús corredor Insurgentes que ha sido premiado por varios países por ser amable con el ambiente y la construcción de viviendas de interés social, que lo convirtieron en un gobernante que rápidamente se ganó el apoyo de las masas populares. López Obrador se mantuvo en el gobierno de la ciudad con altos niveles de aprobación e incluso fue ganador como el mejor alcalde del mundo por mejorar la ciudad en 2004 y vuelto a ser candidato a ese puesto en 2005. Además, el gobernante de la ciudad tuvo una constante presencia en los medios de comunicación, al convocar a conferencias de prensa todos los días a las seis de la mañana, donde discutía temas de la ciudad y de la política nacional. Pronto se consideró a López Obrador el candidato natural del PRD a la presidencia de la república para el año 2006.
El propio partido le otorgó una importancia clave a Ciudad de México para triunfar en las elecciones presidenciales del 2 de julio de 2006. En las elecciones locales para jefe de Gobierno celebradas el mismo día, Marcelo Ebrard se impuso con gran ventaja a sus opositores y el PRD gobierna por tercera vez consecutiva la ciudad. El Distrito Federal se mantuvo como una de las tres entidades con mayor participación en la jornada electoral (68 %).
La Ciudad de México dejó de ser el bastión político histórico del PRD en el 2018 con el triunfo de Claudia Sheinbaum, exmilitante del partido. Producto de las elecciones de 2018, el PRD perdió cuatro alcaldías, pasó a ser la tercera fuerza en el órgano legislativo de la ciudad, no pudiendo ganar ni uno solo de los 33 distritos electorales locales, además de perder el gobierno de la ciudad por primera vez en 21 años.

## Declive
A partir de la etapa que inicia en 2008 el partido iría acercándose a buscar acuerdos con los partidos en el poder, sin embargo, el continuo acercamiento a las posiciones del gobierno se consumaría después de las elecciones de 2012 con la firma del pacto por México, auspiciado por Enrique Peña Nieto, para impulsar una serie de reformas que se sumaron a la insatisfacción ciudadana, lo que además causó un gran impacto entre los militantes perredistas, al ver arriar sus banderas por una dirigencia que se plegaba a todo lo que antagonizaron históricamente. Muchos de estos militantes terminarían por abandonar el partido, con lo que se profundizaría su crisis. 
El desdibujamiento electoral e ideológico conduciría después a sumarse de manera inédita con el histórico partido de la derecha en una elección presidencial, el PAN, apoyando la candidatura de Ricardo Anaya en 2018.
Previamente en 2014, Cuauhtémoc Cárdenas Solórzano, fundador y líder moral del partido desde su fundación, renunció a su militancia en el partido al expresar diferencias irreconciliables con la clase dirigente del PRD. Sus otros líderes fundadores históricos; Ifigenia Martínez y Porfirio Muñoz Ledo dejaron de militar en este instituto político. Otros líderes que también fueron muy importantes, como Marcelo Ebrard y AMLO, terminarían también por abandonar sus filas.    
Estas separaciones dejaron debilitado al PRD en su fuerza política, encontrándose después en manos de dos grupos: la “Izquierda Democrática Nacional” (IDN)', corriente liderada por René Bejarano y Dolores Padierna; y la corriente “Nueva Izquierda”, liderada por Jesús Ortega Martínez y Jesús Zambrano Grijalva, dirigente nacional del partido. Posteriormente, en 2019 la Corriente IDN anunció su salida del partido para incorporarse a Morena (partido político). Quedando al frente del Partido las corrientes ADN y Nueva Izquierda.
En las elecciones federales y locales en México de 2024, con una presencia electoral todavía más desdibujada, repetiría su alianza con el PAN, y con su otro histórico antagonista, el PRI; en cuyos gobiernos se denunció el asesinato de 600 militantes perredistas. La coalición con el PRI y el PAN fue llamada Fuerza y Corazón por México, postulando como candidata a la presidencia de la república a la senadora panista Xóchitl Gálvez, lo que la convertiría en la primera mujer en ser nominada bajo la marca partidista del PRD. En ellas, el partido registró sus peores resultados electorales a nivel nacional y en los estados en competencia. En ninguna de las tres elecciones a nivel federal, ya sea la presidencial o las dos legislativas, el partido alcanzó el 3% del voto a nivel nacional al concluir los cómputos distritales; por lo que su registro como partido político a nivel nacional queda en riesgo. El 27 de agosto de 2024 el dirigente nacional Jesús Zambrano anunció oficialmente la pérdida de registro del partido a nivel nacional, de acuerdo con lo previsto por la autoridad electoral.

## Estructura del PRD
El máximo órgano de dirección es el Congreso Nacional integrado por 1,200 delegados electos por votación directa, por períodos de tres años. Entre los órganos principales del partido están:
- El Consejo Nacional es el órgano integrado para sesionar entre Congreso y Congreso, lo integran 320 Consejeros Nacionales electos por votación directa, por períodos de tres años.
- El Comité Ejecutivo Nacional, integrado por el presidente, secretario general, y 21 integrantes de secretarías nacionales. Son electos por períodos de tres años, por el Consejo Nacional.

El PRD en su estructura cuenta con órganos autónomos como lo son:
- La Comisión Electoral.
- La Comisión Nacional Jurisdiccional.
- La Comisión de Afiliación.
- La Comisión de la Diversidad Sexual.
- El Instituto de Formación Política.
- La Organización Nacional de Juventudes de Izquierda.

En todos los cargos del PRD, se debe establecer la paridad de género.

## Resultados electorales

### Presidencia de la República
|  | 16.59 % |

|  | 16.65 % |

|  | 35.33 % |

|  | 22.18 % |

|  | 31.60 % |

|  | 2.83 % |

|  | 22.27 % |

|  | 1.86 % |

|  | 27.45 % |

### Cámara de Diputados
| Elección | Distrito   | Distrito | RP         | RP   | Escaños | Escaños | Posición | Presidencia                 | Presidencia |
| Elección | votos      | %        | votos      | %    | Escaños | Escaños | Posición | Presidencia                 | Presidencia |
| -------- | ---------- | -------- | ---------- | ---- | ------- | ------- | -------- | --------------------------- | ----------- |
| 1991     | 1 900 750  | 7.91     | 1 913 174  | 7.91 | 41/500  | 41      | Minoría  | Carlos Salinas de Gortari   |             |
| 1994     | 5 590 391  | 16.7     | 5 728 733  | 16.7 | 71/500  | 30      | Minoría  | Ernesto Zedillo             |             |
| 1997     | 7 435 456  | 25.7     | 7 518 903  | 25.7 | 125/500 | 54      | Minoría  | Ernesto Zedillo             |             |
| 2000     | 6 948 204  | 18.7     | 6 990 143  | 18.7 | 67/500  | 58      | Minoría  | Vicente Fox                 |             |
| 2003     | 4 694 365  | 18.2     | 4 707 009  | 18.2 | 97/500  | 30      | Minoría  | Vicente Fox                 |             |
| 2006     | 11 941 842 | 29.0     | 12 013 364 | 29.0 | 158/500 | 61      | Minoría  | Felipe Calderón             |             |
| 2009     | 4 217 985  | 12.2     | 4 228 627  | 12.2 | 71/500  | 87      | Minoría  | Felipe Calderón             |             |
| 2012     | 13 426 702 | 27.0     | 13 502 179 | 27.0 | 101/500 | 30      | Minoría  | Enrique Peña Nieto          |             |
| 2015     | 1 941 105  | 5.1      | 4 335 731  | 10.8 | 56/500  | 45      | Minoría  | Enrique Peña Nieto          |             |
| 2018     | 2 967 969  | 5.27     | 2 967 452  | 5.49 | 21/500  | 35      | Minoría  | Andrés Manuel López Obrador |             |
| 2021     | 1 746 907  | 3.68     |            |      | 15/500  | 6       | Minoría  | Andrés Manuel López Obrador |             |
| 2024     | 1 449 660  | 2.43     |            |      | 1/500   | 14      | Minoría  | Claudia Sheinbaum           |             |

### Senado de la República
| Elección | Distrito   | Distrito | RP         | RP   | Escaños | Escaños     | Posición | Presidencia                 | Presidencia |
| Elección | votos      | %        | votos      | %    | Escaños | Escaños     | Posición | Presidencia                 | Presidencia |
| -------- | ---------- | -------- | ---------- | ---- | ------- | ----------- | -------- | --------------------------- | ----------- |
| 1994     |            |          | 5 579 949  | 16.8 | 8/128   | 8           | Minoría  | Ernesto Zedillo             |             |
| 1997     |            |          | 7 564 656  | 25.8 | 16/128  | 8           | Minoría  | Ernesto Zedillo             |             |
| 2000     | 7 027 944  | 18.9     | 7 027 994  | 18.8 | 16/128  | Sin cambios | Minoría  | Vicente Fox                 |             |
| 2006     | 12 292 512 | 29.7     | 12 397 008 | 29.7 | 36/128  | 20          | Minoría  | Felipe Calderón             |             |
| 2012     | 13 609 393 | 27.2     | 13 718 847 | 27.3 | 28/128  | 8           | Minoría  | Enrique Peña Nieto          |             |
| 2018     | 2 984 861  | 5.26     |            |      | 8/128   | 20          | Minoría  | Andrés Manuel López Obrador |             |
| 2024     | 1 363 012  | 2.27     |            |      | 2/128   | 6           | Minoría  | Claudia Sheinbaum           |             |

### Gubernaturas obtenidas
|  | 53.71 % |

|  | 56.6 % |

|  | 45.4 % |

|  | 52.7 % |

|  | 46.9 % |

|  | 42.45 % |

|  | 48.0 % |

|  | 37.7 % |

|  | 46.3 % |

|  | 63.5 % |

|  | 56.95 % |

|  | 53.8 % |

|  | 51.21 % |

|  | 55.10 % |

|  | 55.92 % |

|  | 41.88 % |

|  | 37.87 % |

|  | 36.17 % |

|  | 43.29 % |

|  | 50.11 % |

|  | 45.08 % |

|  | 50.41 % |

|  | 46.5 % |

|  | 44.00 % |

|  | 46.4 % |